# Spencer Krug
Pour les articles homonymes, voir Krug.
 (juin 2015).
Si vous disposez d'ouvrages ou d'articles de référence ou si vous connaissez des sites web de qualité traitant du thème abordé ici, merci de compléter l'article en donnant les références utiles à sa vérifiabilité et en les liant à la section « Notes et références ».
Spencer Krug, né le 4 mai 1977 à Penticton, au Canada, est un musicien canadien. Il est le chanteur, compositeur, parolier et claviériste du groupe de rock indépendant Wolf Parade.

## Biographie
Ancien étudiant de l'université Concordia, il a également joué dans différents groupes canadiens parmi lesquels Wolf Parade, Sunset Rubdown, Swan Lake, Frog Eyes, Fifths of Seven, et le groupe de ska The Two Tonne Bowlers, jouant de divers instruments.